# Alfred Bartolitius
Alfred Bartolitius (Königsberg, 7 de novembre de 1904 - Leipzig, 6 d'abril de 1945) fou un tenor alemany.
Va cantar del 1928 al 1933 a la Staatoper de Berlín i de 1933 al 1944 a l'Opernhaus de Leipzig. Va morir a Leipzig durant les últimes setmanes de la Segona Guerra Mundial.
La Temporada 1932-1933 va cantar al Gran Teatre del Liceu de Barcelona.